# Apocephalus gemellus
Apocephalus gemellus är en tvåvingeart som beskrevs av Borgmeier 1963. Apocephalus gemellus ingår i släktet Apocephalus och familjen puckelflugor.
Artens utbredningsområde är Kalifornien. Inga underarter finns listade i Catalogue of Life.